# Irreligiosità in India
L'irreligiosità in India, nelle sue forme di ateismo e agnosticismo, hanno una lunga storia nel subcontinente indiano. Le religioni indiane come il buddhismo, il giainismo ed alcune scuole dello stesso induismo considerano la mancanza di fede in un qualche Dio creatore come una posizione accettabile . L'India, nel corso della sua evoluzione storica, ha prodotto alcuni notevoli politici e riformatori sociali atei.
Secondo il rapporto del 2012 "WIN-Gallup Global Index of Religion and Atheism" l'81% degli indiani era religioso, il 13% non religioso, il 3% erano atei convinti, ed un ultimo 3% non ha risposto o non era sicuro.

## Storia

### India antica

#### Scuole di filosofia
All'interno dell'induismo, la religione della maggioranza degli indiani, lo stesso ateismo può esser considerato come un percorso valido in direzione della spiritualità, come si può sostenere che Dio può manifestarsi in diverse forme a partire/o pur essendo "nessuna forma"; ma il percorso è considerato difficoltoso ed arduo da seguire.
La fede in un Dio creatore personale preesistente non viene richiesta né all'interno del giainismo né all'interno del buddhismo, ed entrambe tali fedi hanno avuto la loro origine e si sono sviluppate in India. Vere e proprie scuole di ateismo si ritrovano anche nell'induismo.
La filosofia indù è suddivisa in scuole interpretative denominate darśana (-punti di vista). Queste possono venire classificate come astika-ortodosse, ossia scuole conformi all'insegnamento dei Veda, e nastika-eterodosse, ovvero quelle scuole che rifiutano i Veda: le sei posizioni di pensiero induista (Sāṃkhya, Yoga, Nyāya, Vaiśeṣika, Mīmāṃsā e Vedānta) vengono considerate astika, mentre giainismo, buddhismo, Chārvāka e Ājīvika sono definite come nastika.

##### Cārvāka
La scuola Cārvāka ebbe origine in India attorno al VI secolo a.C. ed è classificata come una delle posizioni nastika (non conformi all'insegnamento dei Veda); è degna di nota come prova di un movimento incline al materialismo già nell'antica India. I seguaci di tale scuola accettano solamente la "pratyakşa"-percezione come prova valida (pramana-mezzo di conoscenza) della realtà evidente; considerano invece gli altri pramana - sabda (testimonianza), upamāna (analogia) e anumāna (deduzione) - come inaffidabili.
Pertanto l'esistenza di un'anima (ātman) e dello stesso Dio sono stati respinti perché non potevano in alcun caso essere provati dalla percezione; inoltre tutto ciò che esiste è considerato come esser composto di quattro grandi elementi-Mahābhūta corrispondenti a terra, acqua, aria e fuoco. La filosofia Cārvāka ha perseguito l'eliminazione del dolore fisico a favore della gioia di vivere; essa quindi può esser interpretata come una posizione rifacentesi all'edonismo.
Tutti i testi di questa scuola sono andati irrimediabilmente perduti; anche il tanto celebrato sutra di Brhaspati (Barhaspatya sutras), considerato il saggio fondatore della scuola, è andato perduto. Il Tattvopaplavasimha di Jayarāśi Bhaṭṭa (VIII secolo) ed il Sarvadarśanasaṅ̇graha di Madhavacarya (XIV secolo) sono considerati importanti testi secondari Cārvāka.

##### Sāṃkhya
Quella del Sāṃkhya è una scuola di pensiero astika, ma ha tuttavia presenti al suo interno anche alcuni elementi di ateismo; è una filosofia radicalmente dualista. I suoi seguaci credevano che i due principi ontologici ovvero puruṣa (coscienza/spirito) e Prakṛti (materia) fossero assieme il fondamento di base dell'intero universo.
L'obiettivo dell'esistenza è considerato il raggiungimento della separazione della più pura coscienza dalla materia (del tutto simile al Kaivalya-isolamento dei principi, obiettivo finale del Raja Yoga). Il ragionamento serrato all'interno di questo sistema ha condotto alla "Nir-isvara Sāṃkhya" (Sāṃkhya senza Dio), che considera l'esistenza di Dio come del tutto superflua.
Il ragionamento opposto, ossia quello che accetta la presenza di Dio è denominato "Sesvara Sāṃkhya" (Sāṃkhya con Dio). Il Samkhyakarika (350 circa) è il più antico testo sistematico conosciuto di questa scuola filosofica.

##### Mīmāṃsā
La Mīmāṃsā, cioè l'esegesi, è anch'essa una scuola astika. Essi credevano che i Veda fossero autori di se stessi ed auto-autenticati; non accettavano il fatto che essi potessero essere stati composti da un qualche santo Ṛṣi, considerandoli invece non esser stati creati da nessuno (Apauruṣeyā-impersonale/senza autore). Hanno accettato invece le divinità minori dei Veda, ma resistendo a qualsiasi idea di Creatore supremo della totalità delle cose.
Per la gran parte della sua storia la Mīmāṃsā si è concentrata sulla difesa della Ṛta (l'ordine) seguendo i doveri imposti nei Veda. Il testo fondamentale di questa scuola è il "Purva Mimamsa Sutras" (III secolo a.C.) scritto da Jaimini.

##### Buddhismo e Giainismo
Gautama Buddha ha respinto l'esistenza di un Dio Creatore, rifiutando di approvare molti dei punti di vista sulla Creazione presenti ai suoi tempi ed ha dichiarato che le domande sull'origine del mondo non sono in ultima analisi utili per porre fine alla sofferenza (Duḥkha). Il buddhismo invece sottolinea il sistema di relazioni causali sottostanti l'universo, la "pratītyasamutpāda" o Coproduzione condizionata i quali costituiscono il dharma (buddhismo) e la fonte di illuminazione (buddhismo); la non dipendenza dei fenomeni basati su una realtà soprannaturale è asserito per spiegare il comportamento della materia.
Il Giainismo respinge anch'esso l'idea di una divinità della creazione responsabile di ogni manifestazione terrena, oltre che di Creazione (teologia) anche di mantenimento di questo universo. Secondo la dottrina Jain, l'intero universo con i suoi componenti (anima, materia, spazio, tempo e i principi del movimento) sono sempre esistiti e pertanto sempre esisteranno. Tutti i suoi componenti e le varie azioni sono governati da leggi naturali universali ed entità immateriali come Dio non possono essere in grado di creare un'entità materiale come l'universo.
Il pensiero Jain offre oltretutto un'elaborata cosmologia, comprendente anche degli esseri celesti (Deva), ma tali esseri non vengono intesi come creatori, poiché anch'essi rimangono soggetti alla sofferenza ed al cambiamento proprio come tutti gli altri esseri viventi, che debbono alla fine morire. I giainisti definiscono la pietà (nei confronti degli altri esseri) come qualità intrinseca caratterizzata da beatitudine infinita ed infinita potenza (Kevala Jnana o "supremo sapere", conoscenza infinita pura) oltre che una condizione di pace perfetta.
Tuttavia queste qualità presenti in ogni anima rimangono sottomesse a causa del proprio karma individuale. Chi raggiunge questo stato d'animo attraverso la fede giusta, la giusta conoscenza e la retta condotta (Ratnatraya) può essere anche definito un dio. Questa perfezione dell'anima è chiamata kevalin (o bodhi per i buddhisti). Un dio diventa così niente più che un'anima liberata dalle miserie, dai cicli delle rinascite, dal mondo intero, dal karma personale ed universale ed infine anche dal proprio corpo stesso: questo si chiama Mokṣa.

#### Filosofi e testi antichi
Ajita Kesakambali (VI secolo a.C.) era un filosofo facente parte della corrente del materialismo. Egli viene menzionato nel Samaññaphala Sutta, il secondo dei 34 discorsi conosciuti come Dīgha Nikāya, come colui che ha respinto non solo gli dèi, ma anche l'esistenza di un aldilà e del karma.
Payasi è invece un personaggio, indicato come esser un principe, che compare nel testo buddhista Payasi Sutta; non credeva nella reincarnazione e neppure nel karma. Dopo aver discusso con Mahākāśyapa, uno dei dieci principali discepoli del Buddha, si pentì e finì col convertirsi al buddhismo.

#### Il discorso di Jabali dalRamayana
Nel poema epico indù Rāmāyaṇa (Ayodhya Khanda) quando Bharata (Ramayana) entra nella foresta nel tentativo di convincere il fratello Rāma a tornare a casa, era accompagnato da un dotto brahmano di approccio sofistico chiamato Jabali (जाबालिः); questi utilizza un ragionamento nichilista per convincere Rama: afferma che i rituali sono uno spreco di cibo e che anche le scritture sono state scritte da uomini intelligenti di modo che la gente comune potesse far l'elemosina.
Ma Rama, ascoltatolo, lo chiama un deviante dal percorso del dharma (धर्मपथात्), si rifiuta di accettare le sue vedute da nastika fino ad incolpare il proprio padre per aver preso Jabali al suo servizio, inoltre equipara il Buddha ad un ladro; ma udendo il rimprovero di Rama Jabali ritira le dichiarazioni appena fatte dicendo che stava semplicemente discutendo come un nichilista. Tuttavia questi versi che si riferiscono al Buddha sono considerati una successiva interpolazione, in quanto utilizzano una metrica differente.

#### L'incidente di carvaka nelMahabharata
Un personaggio descritto come un carvaka appare brevemente nel Mahābhārata (nel 12° libro detto "Shanti Parva"). Come Yudhishthira entra nella città di Hastinapur, un brahmano denominato Carvaka lo accusa di aver ucciso i suoi parenti e gli dice che per questo avrebbe sofferto; l'accusatore si rivela presto essere un Rākṣasa sotto mentite spoglie, che era inoltre un amico di Duryodhana. Questa specie di demone esisteva dal tempo di Satya Yuga in virtù di un vantaggio ottenuto direttamente dal dio Brahmā, che cioè potesse essere ucciso solo quando cominciasse nel mondo a mostrarsi disprezzo nei confronti dei brahmini.
È stato subito ucciso da altri bramini col canto degli inni sacri e Yudhishthira venne assicurato che le sue azioni erano valide all'interno del codice degli kshatriya. Questo evento può essere una possibile denigrazione della filosofia Chārvāka.